# Palacio de Wiesbaden

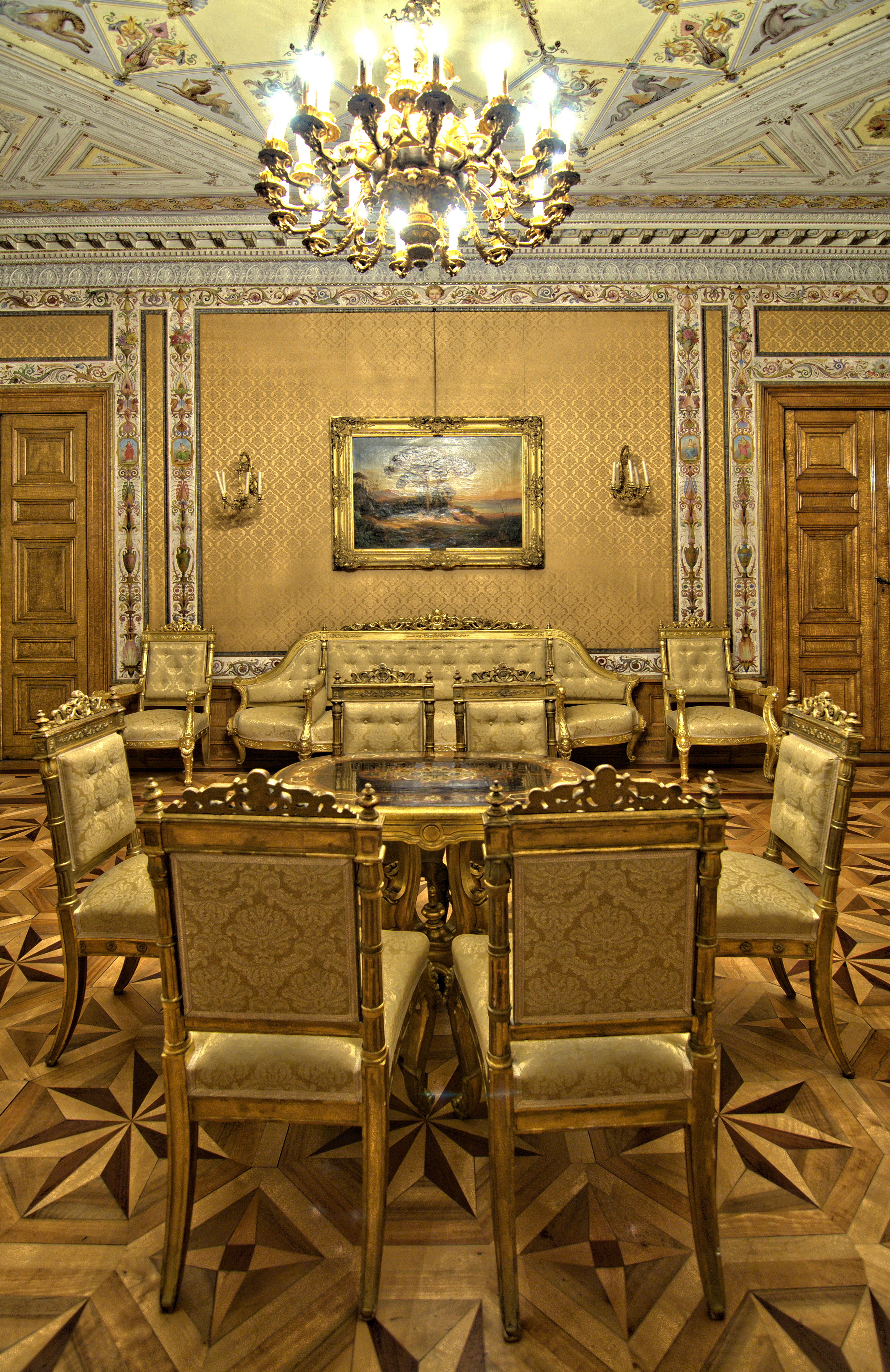
Sala amarilla.

El Palacio de Wiesbaden (Stadtschloss) en la ciudad del mismo nombre, en el estado de Hesse (Alemania). Fue construido como pabellón de caza entre 1837 y 1841 por los duques de Nassau. Se trata de un palacio urbano de estilo clasicista. Está situado en la Plaza del Palacio. Desde 1946 es la sede del Parlamento Regional Hesiano.